# طرح قانون مهسا
طرح قانون مهسا که با نام HR589 نیز شناخته می‌شود، یک لایحه معرفی‌شده از طرف جیم بنکس، عضو جمهوری‌خواه مجلس نمایندگان ایالات متحده آمریکا است. این طرح در صورت تبدیل شدن به قانون، دولت آمریکا را ملزم می‌کند سید علی خامنه‌ای، رهبر جمهوری اسلامی ایران، و سید ابراهیم رئیسی، رئیس‌جمهور سابق ایران، را به خاطر نقض حقوق بشر توسط جمهوری اسلامی ایران و بی‌ثبات کردن کشورهای منطقه تحریم کند. علاوه بر آن، این طرح خواستار تحریم نهاد رهبری، نهاد ریاست جمهوری، مقام‌های منصوب رهبر جمهوری اسلامی ایران و شبکه بنیادها و شرکت‌های تحت نظر او شده است.

## پیش‌زمینه
چندین ماه پس از کشته‌شدن مهسا امینی، مقام‌های ایران دربارهٔ چگونگی مرگ او اجازه تحقیقات مستقل و آزاد نداده‌اند. از آن زمان دست کم ۴۰۰ معترض در جریان اعتراضات سراسری در اکثر نقاط ایران، کشته شدند.
دیگر کشورهای جهان در این مدت سرکوب اعتراضات را محکوم کردند و تحریم‌هایی علیه مقام‌ها و نهادهای سرکوبگر در ایران وضع کردند، اما تلاش معترضان برای تروریستی شناخته شدن سپاه پاسداران و تحریم مستقیم سید علی خامنه‌ای از سوی اتحادیه اروپا، به جایی نرسیده است. در صورت تصویب قانون مهسا، جو بایدن موظف خواهد شد ظرف ۹۰ روز در این باره به کنگره آمریکا پاسخ دهد و هر سال هم دربارهٔ دلایل تمدید یا عدم تمدید این تحریم‌ها به نمایندگان کنگره توضیح دهد.

## نامگذاری و روند تصویب
مهسا امینی زن جوانی بود که کشته‌شدن او در گشت ارشاد به عاملی برای اوج‌گیری مجدد اعتراضات در ایران تبدیل شد. به جهت گرامی‌داشت یاد و نام او، به پیشنهاد جامعه ایرانیان آمریکا، جیم بنکس عنوان این لایحه را به افتخار نام او انتخاب کرد.
کمیته امور خارجی مجلس نمایندگان ایالات متحده در ‏۲۶ آوریل ۲۰۲۳ این طرح را تصویب کرد. این طرح در کمیته‌های مالی و قضایی مجلس نمایندگان هم بررسی خواهد شد و سپس برای رای‌گیری به صحن مجلس نمایندگان فرستاده می‌شود. تبدیل این مصوبه به قانون به اقدام مشابه در مجلس سنا هم نیاز دارد و در صورت تصویب نهایی برای اجرایی شدن باید به امضای جو بایدن، رئیس‌جمهوری برسد.
مارکو روبیو، سناتور جمهوری‌خواه و آلکس پدیلا، سناتور دموکرات، روز پنجشنبه ۵ مرداد ۱۴۰۲ این طرح را به مجلس سنا ارائه کردند. سه‌شنبه ۲۲ شهریور ۱۴۰۲ و در آستانه سالگرد کشته‌شدن مهسا امینی، مجلس نمایندگان ایالات متحده آمریکا در اقدامی فراجناحی با ۴۱۰ رای موافق در مقابل سه رای مخالف، قانون مهسا را تصویب کرد.

## واکنش‌ها
مایکل مک‌کال، رئیس کمیته روابط خارجی مجلس نمایندگان آمریکا، در بیانیه‌ای پس از تصویب این طرح گفت «حکومت ایران دست به نقض وحشیانه حقوق بشر علیه مردم ایران زده است و کنگره متعهد است که این حکومت را در قبال این جنایات پاسخگو کند.» جیم بنکس، پس از تصویب این طرح در کمیته روابط خارجی، در صفحه شخصی خود در توییتر نوشت «کنگره نقض حقوق بشر توسط رژیم ایران را تحمل نخواهد کرد.»